# Natri cyanoborohydride
Natri cyanoborohydride là một hợp chất vô cơ với công thức hóa học NaBH3CN. Hợp chất muối không màu này được sử dụng rộng rãi trong việc tổng hợp chất hữu cơ để khử imine. Muối này chịu được môi trường nước.

## Chuẩn bị và sử dụng
Chất phản ứng có thể được chuẩn bị, bằng cách xử lý natri cyanide với boran hoặc cho natri borohydride với thủy ngân(II) cyanide. Vì sự có mặt của gốc cyanide, [B(CN)H3]− ít thích hạt nhân hơn so với [BH4]−, như được tìm thấy trong natri borohydride.
Natri cyanoborohydride là một chất khử nhẹ biến đổi từ các imin thành các amin. Nó có thể được sử dụng để chuyển oxy thành một nhóm amin trên các andehit hay xeton của cacbonyl cacbon khi phản ứng với amonia hay một amin gốc. Tính chọn lọc được hoàn tất tạo thành dung dịch base nhẹ (độ pH 7–10). Vì sự chọn lọc này, chất phản ứng này là lý tưởng cho sự giảm bớt linh hoạt. Sự giảm thiểu này đôi khi còn được biết là phản ứng Borch. Muối này là muối có sự nhạy cảm với nước nhẹ, nhưng chịu được môi trường có nước. Do đó, natri cyanoborohydride thường được sử dụng trong các phản ứng thủy phân, như sự bắt đầu của acetals.